# Saint-Vaast (Aubin-Saint-Vaast)
Saint-Vaast is een gehucht in de Franse gemeente Aubin-Saint-Vaast in het departement Pas-de-Calais. Het ligt in het uiterste noorden van de gemeente aan de Canche, die Saint-Vaast van het dorp Aubin scheidt.

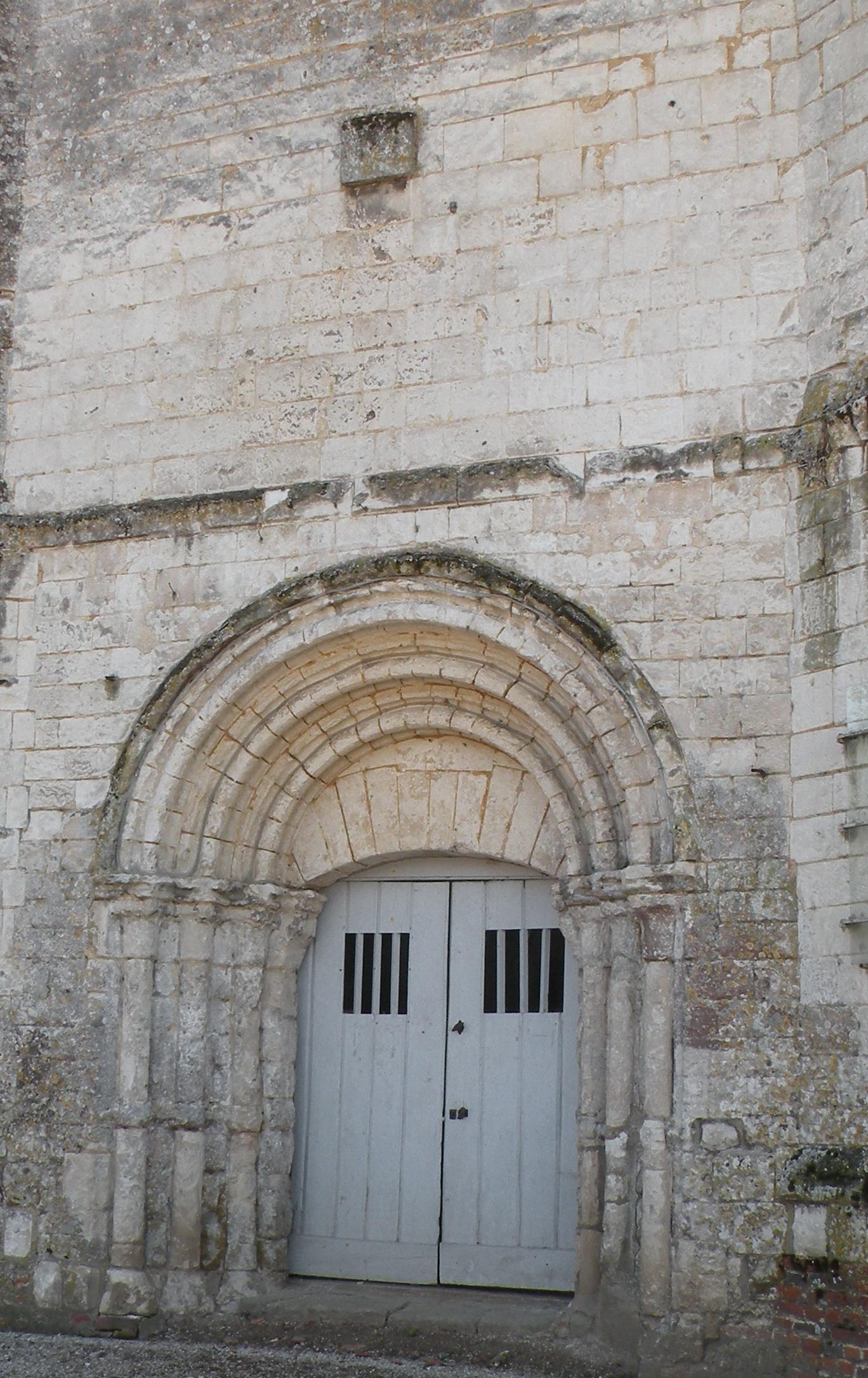
Portaal van de oude Église Saint-Vaast

## Geschiedenis
Een oude vermelding van de plaats dateert uit de 12de eeuw als Sanctus Vedastus. De kerk was een hulpkerk van de kerk van Contes. Op het eind van het ancien régime werd Saint-Vaast ondergebracht in de gemeente Aubin-Saint-Vaast.
De kerk werd buiten gebruik genomen in 1820. Nadat het schip in 1870 was ingestort, werd het in 1889 helemaal gesloopt. Enkel de kerktoren werd behouden en hiertegen werd een kapel opgetrokken.

## Bezienswaardigheden
- De kerktoren van de oude Église Saint-Vaast. Het 12de-eeuwse portaal werd als monument historique ingeschreven in 1926.